# Eta Serpentis
Eta Serpentis (η Ser / 58 Serpentis / HD 168723) es una estrella en la constelación de Serpens de magnitud aparente +3,26. Situada en Serpens Cauda —la cola de la serpiente—, es la segunda estrella más brillante del conjunto de la constelación, solo superada por Unukalhai (α Serpentis). Si bien no tiene nombre propio habitual, ocasionalmente recibe el nombre de Tang, del mandarín 唐朝 "Táng Cháo", por la dinastía imperial Tang.
Situada a 60,5 años luz del sistema solar, Eta Serpentis es una gigante naranja o subgigante de tipo espectral K0III-IV, con una temperatura efectiva de 4871 K. Su luminosidad bolométrica —en todas las longitudes de onda— es 19 veces mayor que la luminosidad solar y la medida de su diámetro angular considerando el oscurecimiento de limbo, 2,98 milisegundos de arco, permite evaluar su diámetro real, casi seis veces más grande que el del Sol.
Eta Serpentis tiene un contenido metálico inferior al del Sol, con un valor comprendido entre el 66 % y el 72 % del mismo —la cifra exacta varía según autores. Gira lentamente sobre sí misma, con una velocidad de rotación proyectada de 2,0 ± 0,5 km/s. Su masa estimada es de 1,84 masas solares y puede tener una edad de aproximadamente 2800 millones de años. Hace unos 150 millones de años terminó la fusión de su hidrógeno interno y probablemente esté aumentando en brillo con un núcleo inerte de helio; cuando en un futuro se convierta en una gigante roja, será 25 veces más luminosa que en la actualidad.